# 14225 Алісагамілтон
14225 Алісагамілтон (1999 XZ49, 1991 KE3, 1991 LT2, 1998 HD76, 1999 VD27, 14225 Alisahamilton) — астероїд головного поясу, відкритий 7 грудня 1999 року.
Тіссеранів параметр щодо Юпітера — 3,520.